# Audi F1 Team
A Audi F1 Team, comumente conhecida como Audi, será uma equipe e construtor de Fórmula 1 com sede em Hinwil, no cantão de Zurique, na Suíça, mas que competirá com uma licença alemã. A equipe será formada a partir da renomeação da Sauber, que foi totalmente adquirida pela Audi em março de 2024, para a disputa da Fórmula 1 a partir da temporada de 2026. A equipe utilizará unidades de potências desenvolvidos pela Audi Formula Racing GmbH.

## História

### Origens
As origens da equipe Audi vêm da Sauber, que entrou na Fórmula 1 em 1993. Equipe esta que foi transformada na BMW Sauber em 2006, após Peter Sauber vender sua equipe para a BMW em 2005, mas com um contrato que manteve o seu nome e suas funções administrativas na equipe. Entretanto, após disputar quatro temporadas, em junho de 2009, a BMW anunciou sua saída da Fórmula 1, que aconteceria após a última etapa da temporada daquele ano. Em 27 de novembro de 2009, foi anunciada a compra da BMW Sauber por Peter Sauber, para a equipe continua na disputa da categoria máxima do automobilismo em 2010.
Em janeiro de 2019, após assinar um acordo de patrocínio com a Alfa Romeo, a Sauber mudou seu nome para Alfa Romeo Racing. Porém, diferentemente da BMW Sauber, a estrutura de propriedade e gestão permaneceram inalteradas. Porém, em 26 de agosto de 2022, em meio a rumores de uma possível compra da Sauber pela Audi, a Alfa Romeo anunciou o fim da parceria com a equipe suíça após o fim da temporada de 2023.
Após o fim de sua parceria com a Alfa Romeo, a equipe foi renomeada para "Stake F1 Team Kick Sauber" para a disputa das temporadas de 2024 e 2025. Com "Kick Sauber" sendo o nome de construtor da equipe.

### Formação
Em 26 de agosto de 2022, a Audi anunciou seu ingresso na Fórmula 1 como fabricante de motores a partir da temporada de 2026 e, que até o final daquele ano iria confirmar qual seria sua equipe parceira.
Em 26 de outubro de 2022, foi anunciado que a Sauber seria transformada na equipe de fábrica da Audi em 2026, quando a equipe seria de propriedade majoritária da montadora alemã e seria rebatizada para "Audi", além de passar a usar unidades de potência fabricados pela Audi. No comunicado, a Audi também confirmou oria adquirir parte das ações do Grupo Sauber, mas sem especificar a quantidade. A equipe suíça também revelou que a Audi compraria parte das suas ações ao longo dos três anos seguintes, até 2026, assim acreditava-se que a montadora alemã iria  adquirir 75% da equipe, em parcelas de 25% ao longo de 2023, 2024 e 2025. Em 30 de janeiro de 2023, a Sauber confirmou que a Audi deu início ao processo, comprando uma quantidade não especificada de ações do time suíço naquele mês.
Em 22 de junho de 2023, a Audi anunciou Neel Jani como piloto de simulador para desenvolver seu projeto de F1 Neel Jani, com ele passando a trabalhar no simulador da equipe.
No início de março de 2024, foi divulgado que a Audi havia decidido adquirir 100 por cento da propriedade da Sauber e, dias depois foi oficialmente confirmado pela própria Audi que a fabricante havia finalizado a aquisição completa da equipe de Hinwil, que será rebatizada para "Audi F1 Team" em 2026. O ex-chefe da equipe McLaren, Andreas Seidl, continuaria como diretor-executivo, assumindo também a função de diretor administrativo de Alessandro Alunni Bravi.
Em abril de 2024, foi anunciado que o piloto alemão Nico Hülkenberg se juntaria à equipe de Fórmula 1 da Sauber Motorsport, a Stake F1 Team Kick Sauber, na temporada de 2025, em um contrato de vários anos que o fará competir pela Audi em 2026.
Em 15 de julho de 2024, foi anunciado que a empresa de petróleo e energia britânica BP se juntaria à equipe da Audi como parceira, fornecendo combustível por meio de sua marca Aral, que opera na Alemanha, enquanto sua outra marca, a Castrol, forneceria lubrificantes, com as duas marcas também se tornando patrocinadoras da equipe. Anteriormente, a Castrol patrocinava a equipe de Fórmula 1, com sede em Hinwil, em 1994 até o início de 1995, sob a marca Sauber.
Em 23 de julho de 2024, foi anunciado que Mattia Binotto se juntaria à equipe de Fórmula 1 da Audi como diretor de operações e chefe técnico, substituindo Andreas Seidl e Oliver Hoffmann a partir de 1 de agosto de 2024. Mesmo dia em que foi anunciado a contratação de Jonathan Wheatley pela Auidi como seu primeiro chefe de equipe, após ele deixar a Red Bull Racing e ficar um período de licença. Com Binotto ficando responsável pela fábrica e pelo departamento técnico da Audi em Hinwil, supervisionando o projeto e a construção dos novos carros da Audi, bem como pela fábrica de motores em Neuburgo. Enquanto, Wheatley ficou a frente da equipe de Fórmula 1 em eventos e passando a ser o porta-voz oficial na mídia.
Em 6 de novembro de 2024, a Sauber Motorsport anunciou a contratação de Gabriel Bortoleto como piloto titular para a temporada de 2025, em um contrato de vários anos que, assim como Hülkenberg, o fará também competir pela Audi em 2026.
Em 29 de novembro de 2024, a Audi confirmou a venda de uma participação minoritária de ações de sua equipe de Fórmula 1 para a Autoridade de Investimento do Catar.